# Arcadia (Louisiana)
Arcadia és una població i seu de la Parròquia de Bienville a l'estat de Louisiana dels Estats Units d'Amèrica.

## Demografia
Segons el cens del 2000 Arcadia tenia 3.041 habitants, 1.071 habitatges, i 737 famílies. La densitat de població era de 395,3 habitants/km².
Dels 1.071 habitatges en un 31,7% hi vivien nens de menys de 18 anys, en un 37% hi vivien parelles casades, en un 27,9% dones solteres, i en un 31,1% no eren unitats familiars. En el 28,5% dels habitatges hi vivien persones soles el 12,7% de les quals corresponia a persones de 65 anys o més que vivien soles. El nombre mitjà de persones vivint en cada habitatge era de 2,57 i el nombre mitjà de persones que vivien en cada família era de 3,16.
Per edats la població es repartia de la següent manera: un 27,1% tenia menys de 18 anys, un 9,2% entre 18 i 24, un 24,4% entre 25 i 44, un 18,7% de 45 a 60 i un 20,6% 65 anys o més. L'edat mediana era de 37 anys. Per cada 100 dones de 18 o més anys hi havia 73,3 homes.
La renda mediana per habitatge era de 21.661 $ i la renda mediana per família de 26.250 $. Els homes tenien una renda mediana de 25.885 $ mentre que les dones 17.279 $. La renda per capita de la població era de 10.962 $. Entorn del 27,1% de les famílies i el 31,4% de la població estaven per davall del llindar de pobresa.

## Poblacions properes
El següent diagrama mostra les poblacions més properes.